# Aslimhati
Aslimhati ist eine osttimoresische Aldeia im Suco Hoholau (Verwaltungsamt Aileu, Gemeinde Aileu). 2015 lebten in der Aldeia 217 Menschen.

## Geographie
Die Aldeia Aslimhati bildet den Norden des Sucos Hoholau. Südlich befinden sich die Aldeias Manubata und Mau-Uluria. Im Osten grenzt Aslimhati an den Suco Seloi Malere und im Norden an den Suco Seloi Craic. Im Westen liegt jenseits des Flusses Gleno die Gemeinde Ermera mit ihrem Suco Lauala (Verwaltungsamt Ermera). Der Gleno ist ein Nebenfluss des Lóis. Der Olomasi, ein Zufluss des Gleno, durchquert Aslimhati. Von Nord nach Süd führt eine Straße durch die Aldeia. An der Nordgrenze der Aldeia liegt an ihr der Hauptort Asumhati. Südlich des Olomasi befindet sich eine weitere Siedlung an der Straße. Die Aldeia liegt zum größten Teil auf einer Meereshöhe über 1000 m. Nur im Westen, in Richtung Gleno und Unterlauf des Olomasis, sinkt das Land auf unter 1000 m ab.

## Politik
2023 wurde Domingos de Jesus zum Chefe de Aldeia gewählt.